# Марте Фогт
Марте Фогт (англ. Marthe Louise Vogt; 8 вересня 1903 — 9 вересня 2003) — німецька невролог, визнана найбільш провідним неврологом XX століття[джерело?]. ЇЇ розробки стосуються в основному розуміння ролі нейротрансмітерів у мозку, особливо епінефрину.

## Біографія
Марте Луїза Фогт народилася 8 вересня 1903 року в Берліні у сім'ї двох провідних німецьких анатомів, Сесіль і Оскара Фогта. Мала французьке та дансько-німецьке коріння. Вона була старшою сестрою Маргарити Фогт.
З 1922 року до 1927 року в Берлінському університеті вивчала медицину та хімію. Отримала ступінь доктора медицини за дослідження з мікроскопічної анатомії людського мозку. Вона також здобула ступінь доктора філософії в галузі хімії для досліджень в галузі біохімії з обміну вуглеводів в Інституті біохімії ім. Вільгельма Кайзера (1927—1929).
У 1988 році переїхала до Ла-Хойя, штат Каліфорнія до своєї сестри Маргарити Фогт. Марте Фогт померла на наступний день після свого 100-річчя в 2003 році.

## Наукова кар'єра
У 1929 році в Берліні почала працювати в галузі фармакології та ендокринології в Інституті фармакології під керівництвом Пола Тренделенбурга, де познайомилася з Едітом Бюльбрінг та Вільгельмом Фельдбергом. Син Пола Тренделенбурга Ульріх став її другом на все життя. В Інституті Фогт дізналась про застосування експериментальних методів у фармакологічному аналізі. На початку 1930-х років вона здобула репутацію одного з провідних фармакологів Німеччини, а в 1931 році, у віці лише 28 років, була призначена начальником хімічного відділу в Інституті кайзера Вільгельма. Її робота була присвячена на центральній нервовій системі та впливу різних препаратів на мозок.
З приходом нацистів до влади Фогт та інші німецькі науковці (включаючи Едіт Бульбринг) вирішили емігрувати до Великої Британії. Фогт приєдналась до Британського фармакологічного товариства і розпочала роботу у Лондоні з сером Генрі Дейлом в Національному інституті медичних досліджень. У 1936 році Фогт стала співавтором статті з Дейлом і Вільгельмом Фельдбергом: «Вивільнення ацетилхоліну у збудливих закінченнях моторних нервів». Сер Генрі Дейл був удостоєний Нобелівської премії з фізіології та медицини в 1936 році.
Наприкінці 1935 року в Кембриджі Марте Фогт розпочала роботу з професором Е. Б. Варні з додатковим грантовим фінансуванням від Королівського товариства з вивчення співвідношення кров'яного тиску та роботи речовин ішемічної нирки. Вона також була нагороджена дослідницькою стипендією Альфреда Ярроу коледжу Хіртон у 1936 році.
Під час Другої світової війни її кар'єрі виникла загроза. Її національність стала причиною розслідування британських спецслужб у 1940 році, які класифікували Фогт як ворога, оскільки нацистські чиновники не прийняли її відставки з постійного місця роботи, коли вона виїхала з Німеччини. Її доставили до суду, який виніс постанову про її негайне повернення на батьківщину і звільнення її від роботи в Кембриджі. Проте, колеги і друзі допомогли Фогт і подали апеляцію.
Фогт залишалася в Кембриджі впродовж п'яти років, працюючи над проблемою гіпертензії і функції надниркових залоз. У 1947 році Фогт стала лектором з фармакології в Единбурзькому університеті, де продовжила роботу над медіаторами, публікуючи дослідження серотоніну і резерпіну. У 1948 році Фогт опублікувала роботу з Вільямом Фельдбергом: «Синтез ацетилхоліну в різних областях центральної нервової системи». У статті наводяться докази ролі ацетилхоліну як нейромедіатора і продемонстровано регіональний розподіл холінергічних систем у мозку.
У 1949 році Фогт була запрошена як професор до Колумбійського університету в Нью-Йорку. Протягом наступних тридцяти років Фогт розподіляла свій час між Кембриджем, Лондоном та Единбургом, а в 1960 році вона знову повернулася до Кембриджа, щоб очолити відділення фармакології Інституту Бабрахама. Вона продовжувала дослідження до 1990 року.

## Нагороди та відзнаки
Упродовж свого життя Марте Фогт отримувала численні нагороди від багатьох наукових установ. У 1952 році вона була обрана членом Королівського товариства і в 1981 році нагороджена Королівською медаллю Товариства. Отримала почесний науковий ступінь доктора медицини в Единбурзі та Кембриджі. Також була обрана почесним іноземним членом Американської академії мистецтв і наук.

## Обрані публікації
- Dale, H.H.; Feldberg, W.; Vogt, M. (1936). Release of Acetylcholine at Voluntary Motor Nerve Endings. Journal of Physiology. 86 (4): 1936.[7]
- Feldberg, W.; Vogt, M. (1948). Acetylcholine synthesis in different regions of the central nervous system. Journal of Physiology. 107 (3): 372—381. doi:10.1113/jphysiol.1948.sp004282. PMC 1392171. PMID 16991818.
- Muscholl, Erich; Vogt, Marthe (1958). The action of reserpine on the peripheral sympathetic system. Journal of Physiology. 141 (1): 132—155. doi:10.1113/jphysiol.1958.sp005961. PMC 1358822. PMID 13539826.